# 874年
| 千纪： | 1千纪                                                                                           |
| 世纪： | 8世纪 \| 9世纪 \| 10世纪                                                                        |
| 年代： | 840年代 \| 850年代 \| 860年代 \| 870年代 \| 880年代 \| 890年代 \| 900年代                       |
| 年份： | 869年 \| 870年 \| 871年 \| 872年 \| 873年 \| 874年 \| 875年 \| 876年 \| 877年 \| 878年 \| 879年 |
| 纪年： | 甲午年（马年）；唐咸通十五年，乾符元年；南詔建極十五年；日本貞觀十六年                          |

## 大事记
- 中國晚唐唐僖宗李儇，以數千件皇室珍寶，歸安釋迦牟尼佛真身靈骨佛指舍利於法門寺之真身寶塔下之地宮，從此一個無上珍貴的佛陀真身靈骨舍利就此埋入地底下，不為人知。
- 王仙芝在長垣（今屬河南）起義。
- 维京人来到冰岛，成为第一批永久定居者。

## 出生
- 後蜀高祖孟知祥